# Resolució 1577 del Consell de Seguretat de les Nacions Unides
La Resolució 1577 del Consell de Seguretat de les Nacions Unides fou adoptada per unanimitat l'1 de desembre de 2004. Després de recordar la Resolució 1545 (2004) sobre la situació a Burundi, el Consell va ampliar el mandat de l'Operació de les Nacions Unides a Burundi (ONUB) durant un període de sis mesos fins a l'1 de juny de 2005.
La resolució va ser adoptada enmig del debat continu sobre la jurisdicció de la Cort Penal Internacional entre els membres del Consell de Seguretat.

## Resolució

### Observacions
El Consell de Seguretat va reiterar el seu suport a l'Acord de pau i reconciliació signat a Arusha el 2000, i va demanar a les parts interessades que respectessin els seus compromisos en virtut de l'acord. Va destacar els esdeveniments positius que s'havien produït des que es va desplegar la missió de l'ONUB, inclosa l'adopció d'una constitució interina que preveia que totes les comunitats estiguessin representades en futures institucions post-transició.
Mentrestant, es va instar a totes les parts de Burundi a continuar el diàleg i els va recordar que celebraran eleccions per a l'any 2005. Totes les violències, violacions dels drets humans i la massacre de civils a Gatumba van ser condemnades.

### Actes
Actuant sota el Capítol VII de la Carta de les Nacions Unides, el Consell convidava a totes les parts i governs de la regió que condemnessin l'incitació a la violència, les violacions dels drets humans i el dret internacional humanitari, cooperessin amb ONUB i la Missió de les Nacions Unides a la República Democràtica del Congo (MONUC) i posessin fi a la impunitat. En particular, els governs de la República Democràtica del Congo i Ruanda van ser convidats a cooperar amb la investigació sobre la massacre de Gatumba, mentre que el Consell estava "preocupat" perquè les Forces Nacionals d'Alliberament havia reivindicat la responsabilitat de la massacre.
Es va demanar al Secretari General que informés periòdicament sobre la situació a Burundi.